# Mariam Yehya Ibrahim
Mariam Yehya Ibrahim Ishag (Gadaref, 3 novembre 1987) è un medico sudanese di fede cristiana ortodossa, condannata a morte nel maggio 2014 in Sudan con l'accusa di apostasia.
Educata alla fede cristiana dalla madre, non ha voluto infatti seguire la religione del padre musulmano, assente fin da quando era piccola.
A Mariam Yehya Ibrahim, all'ottavo mese di gravidanza al momento della condanna, sono state inoltre inflitte 100 frustate con l'accusa di adulterio, in quanto ha sposato un uomo cristiano del Sudan del Sud, matrimonio non riconosciuto valido secondo i precetti della Sharia.
Dopo quasi un anno di prigionia, grazie anche alle proteste internazionali, Mariam è stata infine liberata.

## La vicenda
Secondo la ricostruzione di Amnesty International, Mariam Yehya Ibrahim è stata arrestata nell'agosto 2013 insieme al suo figlio primogenito, di un anno, in seguito alla denuncia di un parente. All'iniziale accusa di adulterio per aver sposato un uomo non musulmano si è aggiunta, nel febbraio 2014, quella di apostasia, per aver rivelato di non essere musulmana, ma cristiana.
Durante il processo il giudice ha chiesto alla donna di rinunciare alla fede per evitare la pena di morte, concedendole tre giorni di tempo. Scaduti i tre giorni concessi all'imputata per abiurare, il giudice, constatando la sua volontà di non riconvertirsi all'islam, l'ha condannata all'impiccagione.

## Gli appelli
Alla denuncia di Amnesty International, che ha definito "ripugnante" la sentenza, si sono aggiunte quelle di diverse ambasciate e gli appelli di altre organizzazioni umanitarie.

## La scarcerazione
Il 23 giugno 2014 Mariam Yehya Ibrahim è stata scarcerata, per poi essere nuovamente arrestata il giorno successivo da membri dei servizi segreti sudanesi mentre era all'aeroporto di Khartoum, in attesa di un volo per lasciare il paese. Dopo essere stata condotta in un centro di detenzione, insieme al marito e ai figli, è stata nuovamente rilasciata dopo 48 ore.
Nelle settimane successive, grazie anche al ruolo attivo svolto dalla diplomazia italiana, Mariam e la sua famiglia hanno finalmente potuto lasciare il Sudan per raggiungere Roma, dove hanno incontrato Papa Francesco prima di proseguire il viaggio verso gli Stati Uniti d'America.